# Alice-Hospital Darmstadt
Das Alice-Hospital in Darmstadt (auch: Alice-Hospital Darmstadt) ist ein Belegkrankenhaus in Trägerschaft der Stiftung Alice-Hospital vom Roten Kreuz zu Darmstadt. In unmittelbarer Nähe des Krankenhaus-Standortes in der Dieburger Straße 31 auf der Mathildenhöhe im Darmstädter Stadtteil Ost befinden sich weitere Gesundheitseinrichtungen verschiedener Art, mit denen das Alice-Hospital kooperiert und als gemeinsames Gesundheitszentrum auftritt, dieses wird als Alice-Campus bezeichnet.
Die frühe Geschichte des Alice-Hospitals ist eng verbunden mit dem Leben seiner Namenspatronin Prinzessin Alice, der zweiten Tochter der englischen Queen Victoria und Frau des Großherzogs von Hessen und bei Rhein, Ludwig IV, die – beraten von Florence Nightingale –1867 den „Alice Frauenverein für Krankenpflege“ gründete und damit ein neues Konzept professioneller Krankenpflege entwickelte.
Als Krankenhaus mit Tradition praktiziert es bereits seit über 125 Jahren das Prinzip der Integration von ambulanter und stationärer Behandlung. Zu den Schwerpunkten zählen die Kardiologie mit über 3000 Herzkatheter-Untersuchungen pro Jahr und der Chest Pain Unit, die Geburtshilfe mit über 1200 Geburten, die Chirurgie und Urologie mit jährlich über 6000 Operationen, sowie die Innere Medizin mit weit über 600 Koloskopien pro Jahr.

## Geschichte

### Alice-Frauenverein für Krankenpflege

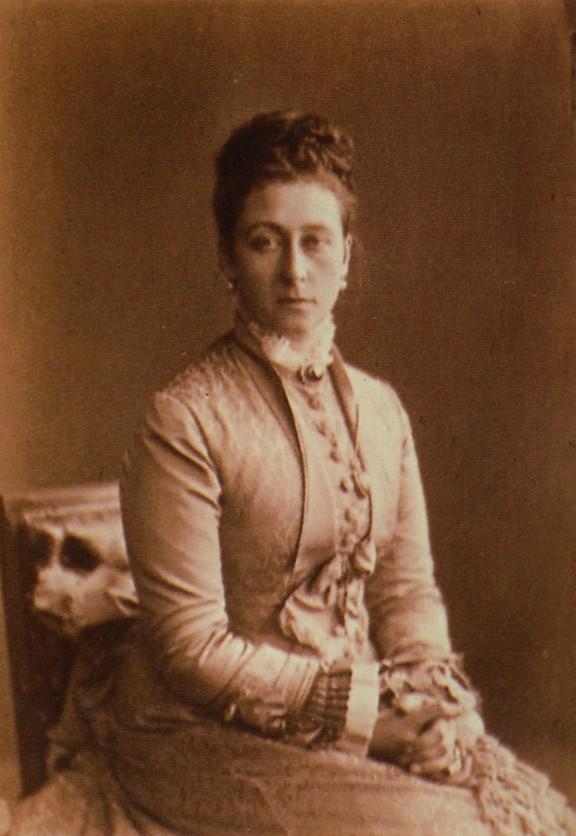
Alice von Großbritannien und Irland (um 1878)

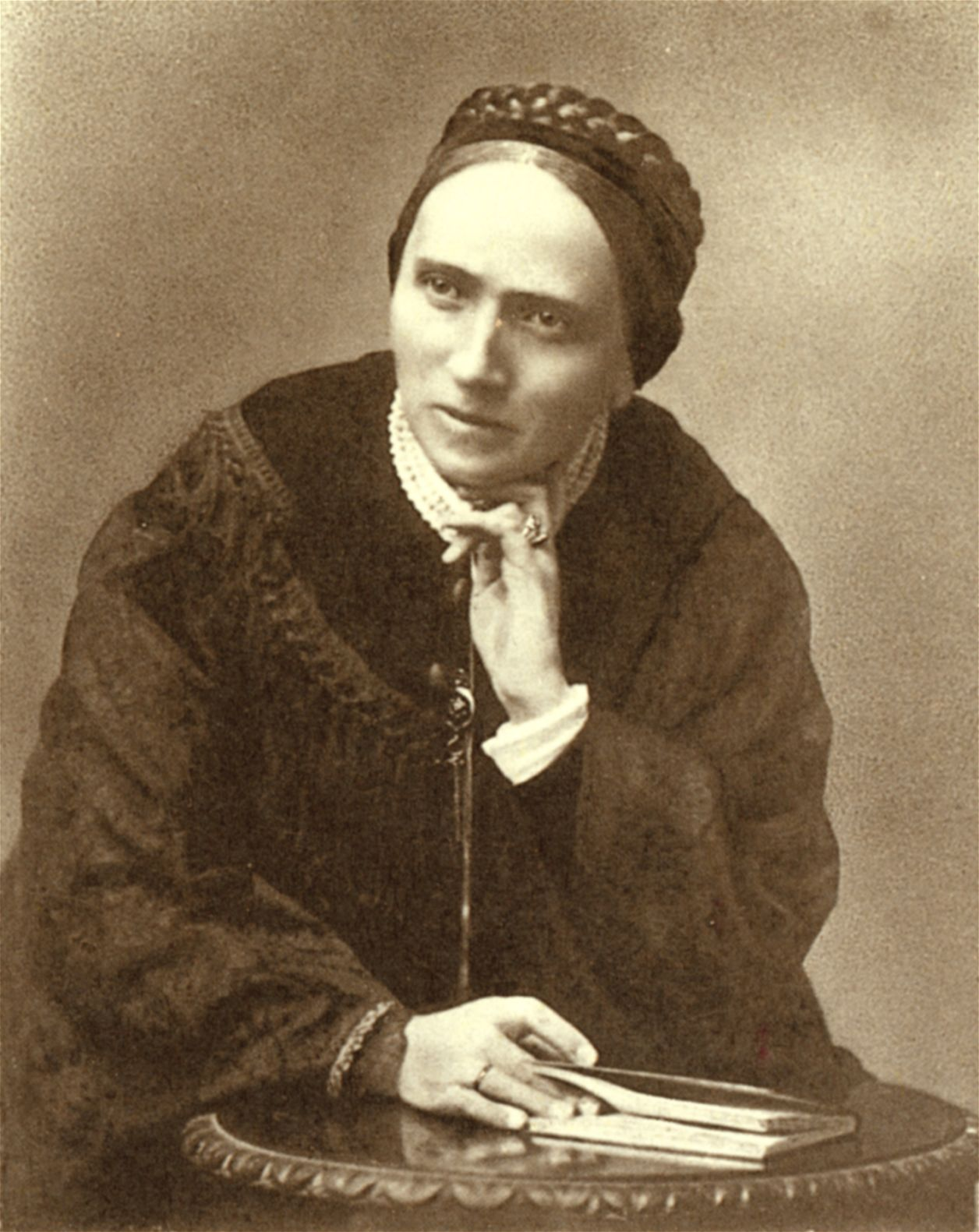
Luise Büchner (um 1870)

Prinzessin Alice von Großbritannien und Irland (1843–1878), die zweite Tochter von Königin Victoria (1819–1901) und des Prinzen Albert von Sachsen-Coburg und Gotha (1819–1861), kam im Jahr 1862 als Frau des Großherzog-Neffen und Thronfolgers Ludwig IV. (1837–1892) nach Darmstadt. Neben ihrer Mutterschaft mit insgesamt sieben Kindern entwickelte Alice in Hessen rasch vielfältige soziale Aktivitäten.
Im Deutschen Krieg von 1866 wurden in Darmstadt mehrere Kriegslazarette eingerichtet. Da Alice ihren kranken Vater bis zu seinem Tod im Jahr 1861 gepflegt hatte, verfügte sie über praktische Erfahrungen in der Krankenpflege und setzte sich für die Versorgung der vielen Kriegsverwundeten ein. Am 1. Juni 1867 machte sie ihr Anliegen mit einem Aufruf zur Gründung eines Frauenvereins zu gemeinsamen Handeln im Geiste echter Humanität bekannt. Gemeinsam mit der Frauenrechtlerin und Autorin Luise Büchner (1821–1877) kam es am 7. September 1869 zur Gründung mit dem Namen Alice-Frauenverein für die Krankenpflege im Großherzogtum Hessen. Alice wurde die erste Präsidentin, Luise Büchner Vizepräsidentin des Vereins. Mit ihr hatte der Frauenverein eine Vizepräsidentin, die den Anspruch der Frauen auf Bildung und Beruf und eigenes Einkommen engagiert vertrat. Alice und Luise Büchner begründeten die Pflege von Kranken als Berufsstand.

### Alice-Hospital als Barackenlazarett
Im Deutsch-Französischen Krieg von 1870/71 erlebte der Alice-Frauenverein für Krankenpflege die erste Bewährungsprobe in dem in Darmstadt zwischen Eschollbrücker Straße und Schepp Allee errichteten Barackenlazarett. Die Gründung des Alice-Hospitals erfolgte in Zusammenarbeit mit dem Englischen Hilfsverein für Kranke und Verwundete und mit vier englischen Ärzten. Das Barackenlazarett veröffentlichte zweisprachig wöchentlich einen gedruckten Bericht, deutsch Wöchentlicher Bericht des Alice-Hospitals in Darmstadt, englisch WEEKLY REPORT OF THE ALICE HOSPITAL. In Folge waren 16 hauptamtliche Pflegerinnen und 148 Pflegerinnen auf Kriegsdauer mit Kurzausbildung in Hessen in 8 Feldlazaretten, 18 Reservelazaretten und 10 Vereinlazaretten eingesetzt. Pflegerinnen nach Florence Nightingale (1820–1910); der Begriff Schwestern wurde erst später im Jahre 1895 eingeführt. Insgesamt wurden 926 kranke und verwundete Soldaten – davon 234 Franzosen – gepflegt.

### Alice-Hospital Mauerstraße 17

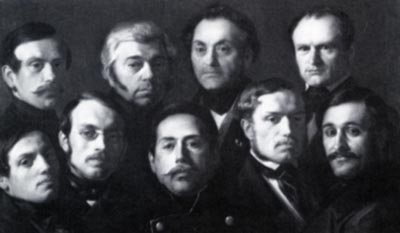
Die neun Belegärzte, 1872

In der Mauerstraße 17⊙ befand sich im Achteckhaus Darmstadt seit 1854 eine Heilanstalt für Chirurgie und Augenkranke, auch Mauerspitälchen genannt, mit einem achteckigen Grundriss. Die dort tätigen Ärzte Hermann Balser, Karl Eigenbrodt, Heinrich Orth, Gustav Simon, Oskar Verdier, Karl Weber, Wilhelm Hohenschild, August Hegar und Carl Tenner, im Volksmund die Neuntöter genannt, schlossen einen Vertrag mit dem Alice-Frauenverein, wobei das Haus mit einem Erweiterungsbau vergrößert wurde, mit verbesserten Pflegemöglichkeiten, mit einem Wohnbereich für die Pflegerinnen, und einer Krankenpflegeschule. Im Jahre 1874 übernahm Charlotte Helmsdörfer (1835–1897) die Leitung des Hospitals und der Krankenpflegeschule. Der plötzliche Tod der Präsidentin Alice an Diphtherie, im 36. Lebensjahr am 18. Dezember 1878, brachte einen schweren Schlag für die weitere Entwicklung. Auch das siebte vierjährige Kind namens Maria Victoria von Alice starb im gleichen Jahr an Diphtherie.

### Ehemaliges Alice-Hospital Dieburger Straße 21
Es wurde ein Alice-Memorial-Fonds gegründet und mit den gesammelten Geldmitteln auf der Mathildenhöhe ein Hospital errichtet und am 8. Dezember 1883 eingeweiht. Prinzessin Viktoria von Hessen-Darmstadt, die erste Tochter von Alice, wurde Präsidentin des Alice-Frauenvereins. Das Hospital in der Dieburger Straße 21⊙ entstand nach den Plänen und unter der Bauausführung des Baurates Heinrich von Hügel der Baufamilie Hügel, welcher zur Beförderung der Sache auf ein Honorar verzichtet hat. Die Ärzte und Pflegerinnen wechselten mit Statut vom 13. Juli 1872 und mit Wirkung vom 1. April 1884 von der Mauerstraße in die Dieburger Straße, der Umzug der Patienten war am 21. April 1884.

### Hauptgebäude Alice-Hospital Dieburger Straße 31

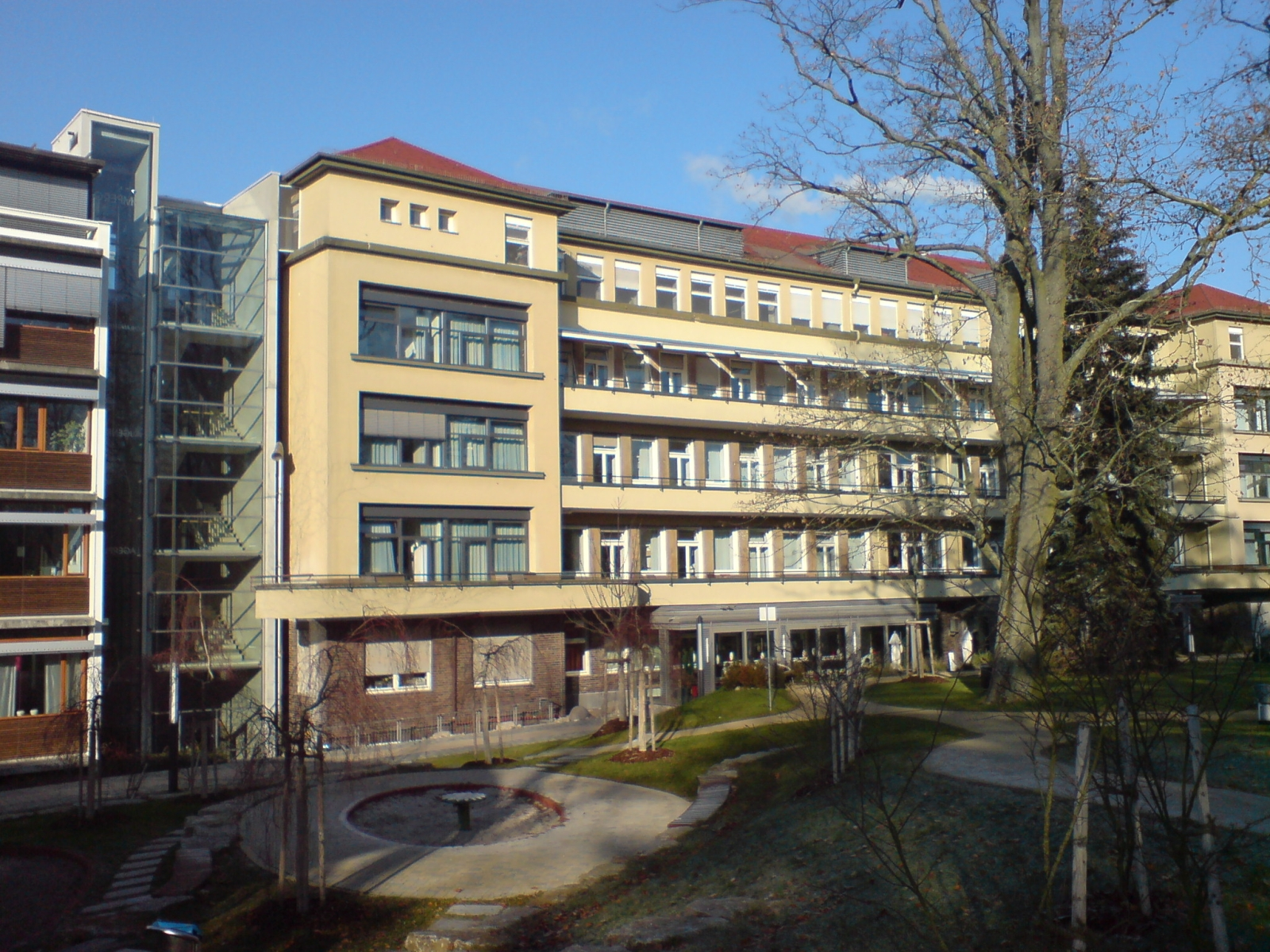
Dieburger Straße 31, hofseitig

Von 1935 bis 1936 wurde nebenan in der Dieburger Straße 31 das heutige Hauptgebäude errichtet, welches damals wieder die Heilanstalt selbst, die Krankenpflegeschule und das Mutterhaus der Schwesternschaft vereinte. Das Hospital ist mit anderen Gebäuden ein ensembleschützer Teil der Darmstädter Mathildenhöhe und wurde nach den Plänen von Georg Markwort und Eugen Seibert errichtet und nach dem Zweiten Weltkrieg nach den Plänen des Darmstädter Architekten Ernst Samesreuther wieder aufgebaut.

## Gegenwart

### Das Alice-Hospital Darmstadt heute
Das Alice-Hospital hat 130 Regelbetten und 6 Intensivbetten. 17 Belegarztpraxen sind auf vier Ärztehäuser verteilt mit einem Rehabilitationszentrum für ambulante kardiologische Prävention und Rehabilitation. Es verfügt über acht Stationen, die nach dem Pflegemodell nach Monika Krohwinkel arbeiten.
Es arbeiten folgende Abteilungen am Alice-Hospital: Gastroenterologie, Kardiologie, Urologie, Pneumologie, Gynäkologie, Geburtshilfe, Hals-Nasen-Ohren-Heilkunde, Anästhesie und Radiologie.

### Darmstädter Kinderkliniken Prinzessin Margaret

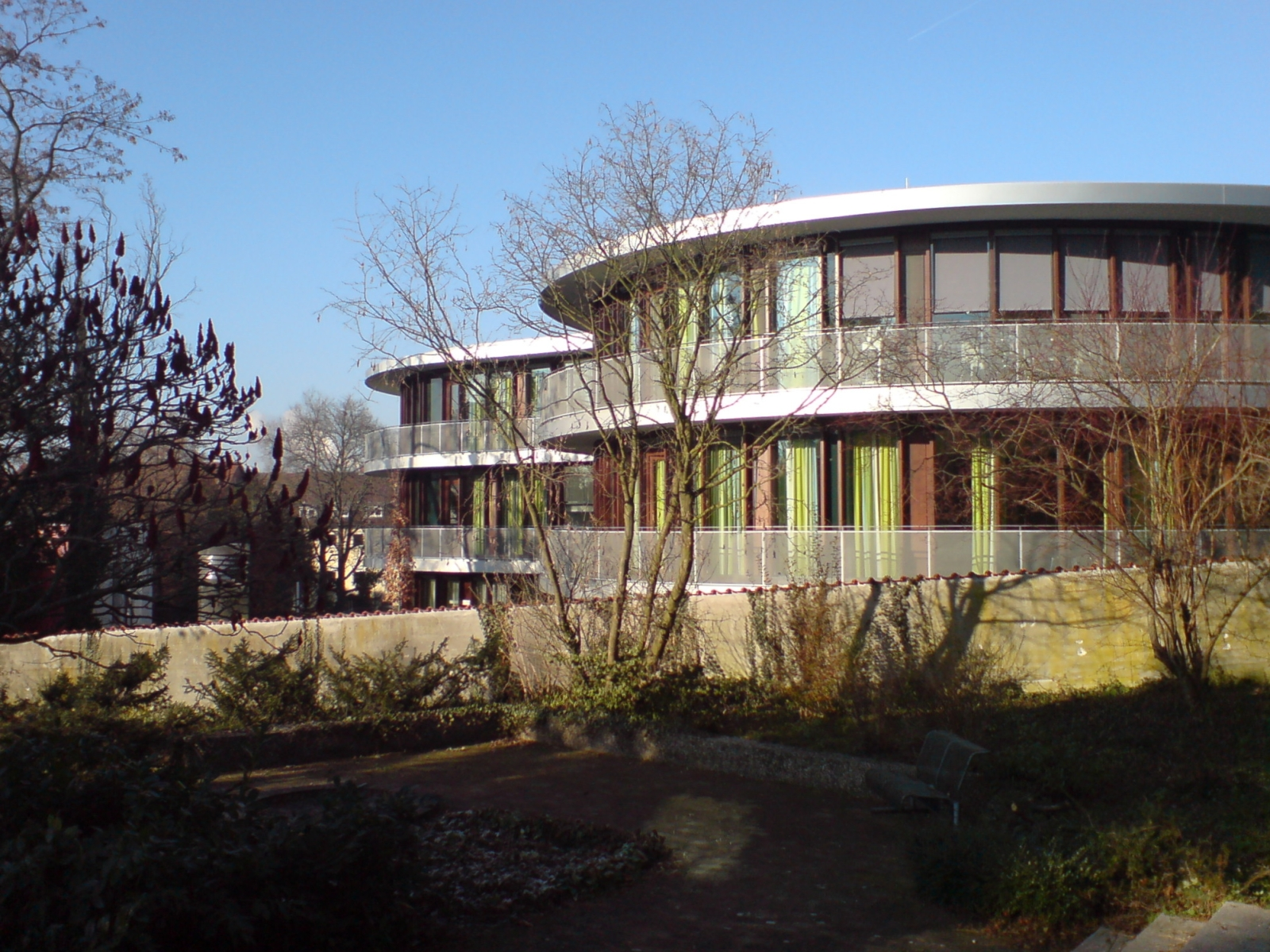
PriMaFlora Kinderklinik

Mit dem 1. April 1997 wurden die Kinderklinik des Alice-Hospitals und die Kinderklinik des Klinikum Darmstadt unter der neuen Bezeichnung Darmstädter Kinderkliniken Prinzessin Margaret organisatorisch zusammengelegt. Die Kinderklinik am Alice-Hospital zeigt sich im Grundriss blütenartig⊙ und wird in Anlehnung an Margaret Prinzessin von Hessen und bei Rhein (1913–1997) mit PriMaFlora bezeichnet. Das Alice-Hospital-Gebäude aus dem Jahre 1883 in der Dieburger Straße 21 wurde abgerissen, und die Kinderklinik wurde ebendort mit einem neuen Zubau namens Stängel nach den Plänen der Architekten Paul Witan (?–2006), Andreas Russ und Diethelm Lang ergänzt. Die Architektur nimmt mit einem Rückgriff das Thema Alice-Hospital Mauerstraße 17 neu auf, wo das bestehende achteckige Gebäude der Belegärzte mit einem länglichen Gebäude mit Satteldach der Alice-Pflegerinnen ergänzt wurde.

### Zukunft und Erweiterungsbau
Steigende Patientenzahlen, weitere Arztpraxen, zusätzliches Personal bedeuten einen gestiegenen Bedarf an Behandlungskapazitäten und Parkraum. Um diesem zukünftig gerecht zu werden, plant das Alice-Hospital zwei Bauvorhaben. Der „Neubau-Ost“ wird das historische Hauptgebäude um einen weiteren Anbau ergänzen. Dabei wird ein Hauptmerkmal auf der radiologischen Versorgung Südhessens liegen sowie der Erweiterung der Geburtshilfe. Um der Parkplatznachfrage gerecht zu werden, wurde die Gartenanlage ausgehoben und eine Tiefgarage eingelassen. Diese wurde am 16. Dezember 2022 eröffnet.
Der ursprünglich für Frühjahr 2019 geplante Baubeginn des Neubaus-Ost wurde auf 2021 verschoben.